# Cueva del Niño
La cueva del Niño es un yacimiento arqueológico en cueva localizado en el municipio de Aýna, en la provincia de Albacete, entre los picos Albarda (1250 m) y Halcón (1232 m), en la margen derecha del río Mundo. Una explicación dada por las gentes del lugar es que antiguamente se llamaba "cueva de los niñotes", por los dibujos que allí había.
Este lugar fue declarado Bien de Interés Cultural por la Unesco en 1998, dado el gran valor de las pinturas rupestres que allí se hallan. La cueva del Niño destaca especialmente por ser uno de los pocos yacimientos arqueológicos con pinturas rupestres paleolíticas que existen en la Meseta.

## Localización
La cueva del Niño se encuentra al sur de la provincia de Albacete, en plena sierra de Alcaraz, sierra que sirve de transición entre la cordillera Bética y la llanura manchega. La cavidad se abre en la cara noroeste del barranco del Infierno, en la cuenca media del río Mundo, donde éste discurre encajonado en el cañón excavado en las calizas del Jurásico. Se trata por lo tanto de un paisaje abrupto, donde la presencia de barrancos y ramblas conforman un espacio complejo y fracturado.
La vegetación en el entorno de la cueva es la típica del bosque mediterráneo, formada principalmente por pinos y vegetación arbustiva, como el esparto, planta de una gran importancia en la economía tradicional de la Sierra. Entre la rica diversidad faunística destaca la presencia de la cabra montesa, auténtica dominadora de los relieves que circundan al yacimiento.

## Descripción
La cavidad presenta en general una forma ovalada, con unos 30m de desarrollo. No obstante, la presencia de un importante espeleotema permite hablar de dos cuerpos principales. El primero de ellos estaría formado por el vestíbulo, la zona de penumbra inmediata a la entrada; en esta sala, el suelo es bastante regular, formado por un sedimento arcilloso de color rojizo. Separado de esta primera sala por la formación estalagmítica, encontramos un segundo cuerpo, cuya morfología es mucho más compleja, debido a la presencia de grandes bloques procedentes de derrumbes y a la existencia de un cono de detritos. La topografía de la cueva se completa con otros cuerpos menores y algunas galerías laterales de escaso desarrollo.
El acceso a la cavidad se realiza a través de una boca de escasa altura, debido a que se encuentra parcialmente colmatada. La boca se abre en un abrigo rocoso de unos 10m de longitud, situado al pie de un farallón, y frente a una pequeña terraza.

## Descubrimiento e historia de las investigaciones
El yacimiento fue descubierto el 1 de mayo de 1970 y publicado en 1971 por Martín Almagro Gorbea en un extenso artículo donde se describen pormenorizadamente las pinturas. Más tarde, en 1973, un equipo interuniversitario, formado por las Universidades de Cambridge y Londres, dirigido por I. Davidson y en el marco del proyecto "Early Agriculture Research Project", llevó a cabo una serie de trabajos arqueológicos en el yacimiento (ver más abajo). Desde entonces, tanto las pinturas como el yacimiento arqueológico han sido objeto de diversas revisiones y análisis, llevándose a cabo desde 2008 un proyecto integral de revisión del yacimiento, incluyendo las manifestaciones rupestres paleolíticas.

## Pinturas prehistóricas

### Arte paleolítico

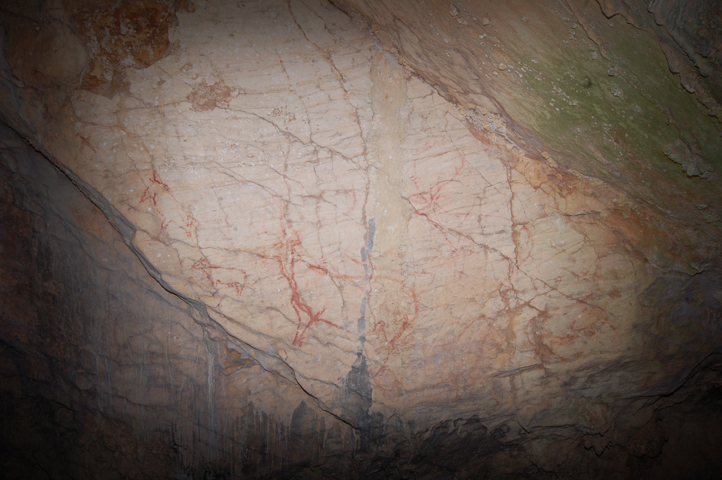
Detalle del panel principal

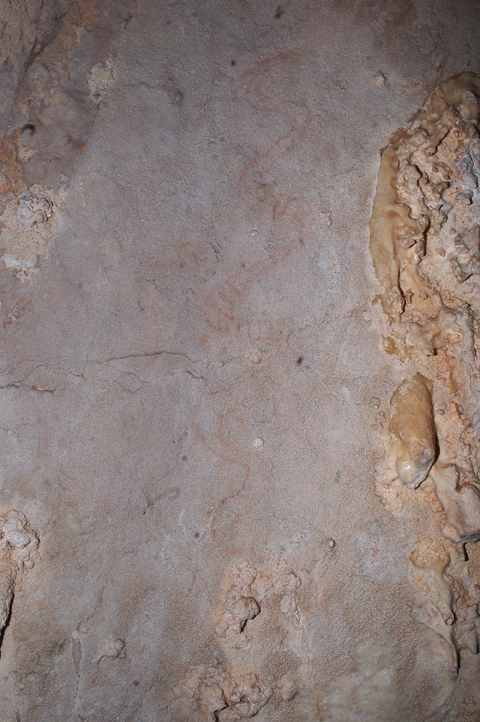
Vista parcial de la figura de serpiente

La cueva del Niño es uno de los pocos ejemplos que se conocen de arte paleolítico en el interior peninsular, lo que le otorga especial relevancia. En el interior de la Meseta existen otros conjuntos notables con grabados rupestres, como la Cueva de los Casares, la Cueva de la Griega o el conjunto del valle del Coa. Sí contamos en cambio con numerosos ejemplos de yacimientos con pinturas parietales en el arco mediterráneo del sureste peninsular como la cueva del Parpalló, la cueva de las Maravillas, la cueva de Nerja, la cueva de la Pileta o la cueva de Ardales.
Las pinturas pertenecen al Paleolítico superior, periodo que en Europa va desde hace 40.000 años hasta unos 10.000 años antes del presente. Durante este periodo, encuadrado en el Pleistoceno superior, las condiciones climáticas serían más frías y secas que en la actualidad, puesto que se trata del último periodo glacial que ha experimentado nuestro planeta. Las sociedades humanas de este momento serían de cazadores y recolectores nómadas, el comúnmente llamado hombre de Cro-Magnon. La reciente datación por radiocarbono de un fragmento de hueso encontrado durante la excavación de 1973 y procedente de los restos de un hogar situado justo al pie del panel principal de pinturas paleolíticas ha permitido proponer una antigüedad de unos 27.000-28.000 años (calibrados) para éstas figuras, lo que las situaría en el periodo Gravetiense, adscripción que sería coherente con lo observado en otras regiones de la península ibérica. Esto supone que las pinturas (o al menos algunas de ellas) tendrían una cronología más antigua que la propuesta por trabajos anteriores, basados exclusivamente en el sistema de estilos de Leroi-Gourhan, que las situarían en el Solutrense y/o el Magdaleniense.
Existen dos paneles con pinturas paleolíticas. El panel principal se encuentra en el vestíbulo de la cueva, en la primera sala, muy cerca de la entrada y en una zona de penumbra. Las pinturas se localizan en la pared izquierda de la entrada, y el panel ocupa en total unos dos metros de largo. La distancia entre el panel principal y la entrada de la cueva es de unos 15 metros, lo que permite que las pinturas queden tenuemente iluminadas por la luz diurna, máxime si tenemos en cuenta que la boca de la cueva ha quedado prácticamente colmatada de sedimentos, y por lo tanto la entrada original en época paleolítica sería mayor. En este panel hay un total de trece grafías, destacando nueve figuras zoomorfas que representan animales. Todas las figuras están realizadas en diferentes tonos de rojo, lo que indica que se utilizó ocre para su realización. El panel se organiza en torno a dos grandes ciervos y una cierva, que constituyen las figuras centrales; alrededor de estos aparecen dos pequeñas ciervas enfrentadas y un caballo. En los laterales del panel se representaron dos cabras mirando hacia el exterior. El panel se completa por una figura de bóvido que se encuentra muy deteriorada en la actualidad, y localizada en un lienzo perpendicular al resto de figuras.
El segundo panel se encuentra en una pequeña sala lateral del segundo cuerpo. Este panel está compuesto por muchas menos grafías, destacando una pequeña figura de caballo, una representación esquemática de cabra y una gran figura de serpiente, una figura muy poco representada en el arte paleolítico, especialmente en el rupestre.

### Arte levantino

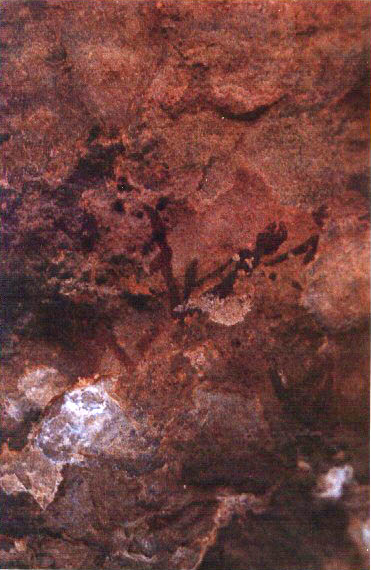
Pinturas de estilo Levantino de la cueva del Niño

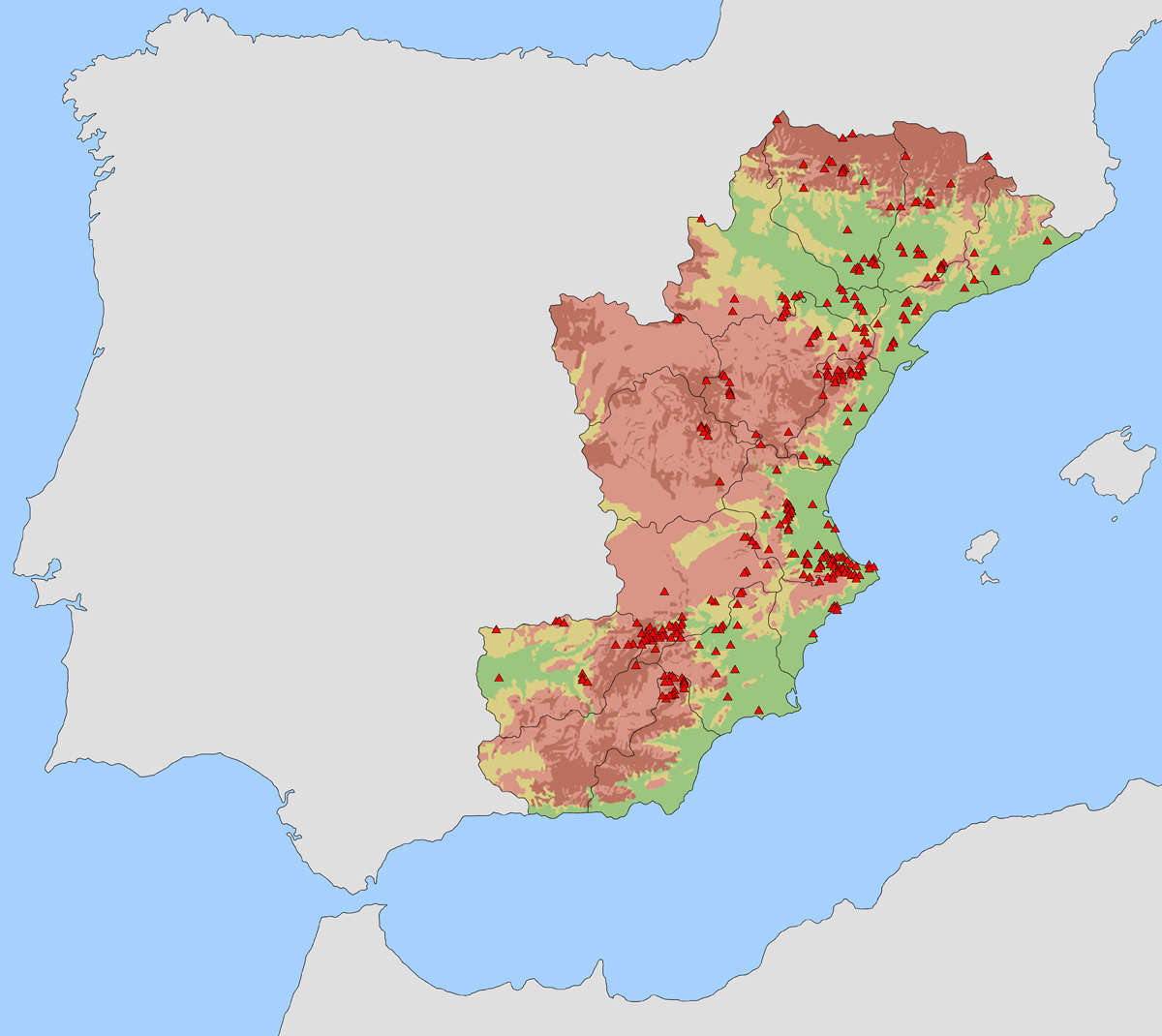
Arte rupestre del arco mediterráneo de la península ibérica

En el exterior de la cueva, en el abrigo rocoso formado por la boca, existen también varias pinturas prehistóricas, concretamente varias figuras humanas interrelacionadas espacialmente y formando un ensamblaje muy particular, según revisiones recientes. La figura humana, tanto masculina como femenina, es la aportación más singular y genuina del Arte levantino, expresión exclusivamente pictórica, figurativa, monocroma, plana, con una técnica única, mediante las plumas de ave como instrumentos y consiguiendo el llamado trazo de pluma levantino.
Como todos los artes rupestres prehistóricos, estos motivos corresponden a acciones creenciales de los últimos grupos cazadores-recolectores del epipaleolítico (10.000-6.500 años antes del presente) -como lo son la Cueva de la Vieja (Alpera), el núcleo de Minateda (Hellín), el de Barranco Segovia y Cerro Barbatón (Letur) y Solana de las Covachas y Torcal de las Bojadillas (Nerpio), entre otros- en cuyos momentos finales de su devenir coincidieron con los grupos neolíticos poseedores de unas creencias distintas, expresadas mediante un arte abstracto, conocido como Arte Esquemático (6.500 años antes del presente).
Los valores tan excepcionales que se concitan en la expresión del intelecto humano que conocemos como Arte levantino, implantado exclusivamente en el sector más oriental de la península ibérica, determinó a la Unesco su declaración como Patrimonio de la Humanidad en 1998 bajo la nomenclatura administrativa convencional de arte rupestre del arco mediterráneo de la península ibéricaa.

## Yacimiento arqueológico
En el año 1973 se realizaron varios sondeos arqueológicos con el objetivo de documentar el posible yacimiento existente en la cueva. Fruto de esta intervención, se descubrió un yacimiento con varios niveles arqueológicos, que según sus excavadores pertenecerían al final del Paleolítico Medio, a la segunda mitad del Paleolítico Superior, y al Epipaleolítico y Neolítico. En el transcurso de la excavación se recogieron útiles y herramientas de piedra, restos de los animales cazados y consumidos por los habitantes prehistóricos de la cueva (cabra montesa, caballo, ciervo, uro e incluso restos de rinoceronte), mientras que en los niveles más recientes se recuperaron restos de cerámica. Algunos de estos materiales están expuestos en el Museo Arqueológico de Albacete.
En el año 2010 se llevó a cabo una revisión del material arqueológico recuperado en la excavación de 1973, que estaba en su mayor parte inédito. Esta revisión consistió en el estudio de los útiles líticos, de los restos óseos y de los restos vegetales. Así mismo, se llevó a cabo un programa de datación mediante diferentes métodos, para conocer la antigüedad del yacimiento y la cronología de las distintas fases de ocupación de la cueva.

### Paleolítico medio
Los niveles inferiores del yacimiento, aquellos que corresponden a las fases más antiguas de ocupación humana de la cavidad, datan del Paleolítico Medio, también conocido como Musteriense. Este periodo abarca desde el Último Interglacial, hace unos 125.000 años, hasta la aparición de los humanos modernos en Europa hace unos 40.000 años. Se trata por lo tanto del periodo de la Prehistoria en la que Europa estaba poblada por los neandertales, una especie diferente a nosotros, pero bastante próxima en el árbol evolutivo y con vínculos genéticos con el Homo sapiens. El Paleolítico medio se caracteriza por la existencia en Europa de unas condiciones climáticas y ambientales glaciales, que propiciaron el desarrollo de bosques de coníferas y estepas en gran parte de Europa, así como la existencia de animales adaptados al frío como el mamut, el rinoceronte lanudo, el reno, etc. No obstante, algunos investigadores han propuesto que la península ibérica habría funcionado como un refugio climático, con condiciones más templadas que las del resto de Europa, aunque en cualquier caso más frías y áridas que en la actualidad.
En la cueva del Niño, se han documentado varios periodos en los que el yacimiento estuvo habitado por neandertales, aunque pueden resumirse en dos fases principales:
El primer momento de uso de la cueva por parte de los neandertales podría haberse dado hace unos 100.000 años, según la datación obtenida mediante el método de Racemización de aminoácidos (AAR), aunque el contexto arqueológico asociado a dicha datación es problemático, y la presencia humana en esta fecha no está bien documentada. La primera fase de ocupación bien documentada corresponde al nivel inferior de la secuencia estratigráfica, datado por AAR en 55.000 años antes del presente. En esta fase, los neandertales que ocupaban El Niño cazaban principalmente cabras, que pueden encontrarse en el entorno de la cueva, y caballos, además de otros ungulados como ciervos o uros. En este estrato también aparecieron restos de rinoceronte, lince, conejo y de oso, aunque no está claro si estos animales fueron cazados por los neandertales, así como restos de musaraña de campo y musaraña gris. También se hallaron restos vegetales que probablemente correspondan al almez, un fruto comestible y con propiedades medicinales, que podría indicar el consumo de estos vegetales por parte de los neandertales. Para la talla de utensilios de piedra, se importan al yacimiento materias primas de buena calidad, como el sílex, que no aparece en el entorno de la cueva, y se emplean sistemas de talla ramificados, como el Quina.
El segundo momento principal de ocupación de la cueva por los neandertales se produciría probablemente al final del Paleolítico Medio. El nivel III-IV se dató por Carbono-14 en unos 33.000 años antes del presente, aunque la datación se realizó sobre bio-apatito, debido a la falta de colágeno en los huesos analizados, por lo que la fecha podría ser más antigua. La datación de este nivel es importante, ya que de ser válida esta fecha, apoyaría la idea de que poblaciones neandertales pudieron sobrevivir en el sur de la península ibérica miles de años después de su desaparición en el resto de Europa, ocurrida hace unos 40.000 años, como se ha propuesto para la Cueva de Gorham, en Gibraltar, aunque otros investigadores han cuestionado esta teoría debido a las limitaciones del método radiocarbónico.
En este segundo periodo de ocupación, las formas de vida de los neandertales parecen haber cambiado respecto a lo observado en el nivel más antiguo. La caza se centra principalmente en la cabra y en menor medida el ciervo, y ya no aparecen restos de grandes mamíferos como el caballo. La industria lítica también es diferente; la cuarcita se utiliza en mucha mayor proporción que el sílex. Los útiles en sílex se introducen en el yacimiento ya preparados (destacando una punta musteriense), mientras que usando cuarcitas del entorno de la cueva se fabrican otros utensilios a medida que se van necesitando, empleando para ello métodos de talla como el Levallois.
El estudio de estos dos momentos principales de ocupación sugiere que la Cueva del Niño sirvió como un campamento provisional y esporádico, que los neandertales utilizaban en sus desplazamientos nómadas por la Sierra del Segura y la cuenca del río Mundo. La Cueva del Niño formaría probablemente parte de un conjunto de yacimientos musterienses documentados en la región, que indican una presencia importante de neandertales en la Sierra del Segura. Las diferencias observadas entre las dos fases sugieren que se produce una crisis en las formas de vida de las últimas poblaciones neandertales, independientemente de la fecha en que dicha crisis tiene lugar, lo que podría contribuir a aclarar el por qué de la desaparición de esta especie.

### Paleolítico superior
Las evidencias arqueológicas de presencia humana en la Cueva del Niño durante el Paleolítico superior son muy escasas. La única prueba existente, además de las pinturas rupestres, es el hogar hallado en el vestíbulo de la cueva, bajo el panel principal de pinturas. Aunque en este hogar no se encontraron restos arqueológicos típicos del Paleolítico Superior, la datación por Carbono-14 de un hueso arrojó una fecha de 27.000 años antes del presente (en fechas calibradas), lo que situaría ese hogar en el periodo Gravetiense. Entre los escasos restos arqueológicos recuperados en este nivel, se identificaron restos de topillo nival, lo que indicaría unas condiciones climáticas más frías que en la actualidad. El reducido número de yacimientos arqueológicos pertenecientes al Paleolítico Superior, y más concretamente al Último Máximo Glacial en la Meseta, llevaron a algunos autores a sugerir un vacío poblacional debido a las duras condiciones climáticas de este periodo; por el contrario, otros investigadores han sugerido que la falta de yacimientos se debe a problemas de investigación y de conservación, afirmando que la Meseta sí estuvo poblada durante el Paleolítico Superior.

### Neolítico
Ya desde el descubrimiento y excavación del yacimiento se constató la presencia de ocupaciones humanas durante el Neolítico, atestiguadas por la presencia de restos cerámicos. Más tarde, el análisis de las cerámicas recuperadas en la excavación de 1973 y la aparición de un recipiente cardial en excelente estado de conservación permitieron asignar dichas ocupaciones al Neolítico inicial. Esto llevó a varios autores a plantear que la Cueva del Niño era un yacimiento fundamental para comprender el proceso de introducción del neolítico en la provincia de Albacete y en el sureste de la Meseta. Por ello, se llevó a cabo una revisión multidisciplinar del material arqueológico procedente de la excavación de 1973, que permitió concretar su cronología y definir el uso y función del yacimiento durante este periodo.
Los niveles neolíticos fueron identificados en los estratos superiores de dos zonas de excavación diferentes, ambas en el abrigo exterior de la cavidad: por un lado en las dos trincheras (Trincheras 1 y 2) efectuadas frente a la boca de la cueva, y por otro lado al pie de las pinturas Levantinas. Sin embargo, en las dos trincheras frente a la boca aparecieron materiales de aspecto más arcaico, como lascas Levallois, por lo que es posible que en esta zona los restos neolíticos estuviesen mezclados con otros más antiguos. Por el contrario, en el sondeo efectuado bajo el panel de pinturas Levantinas, denominado TAL (Trinchera Arte Levantino), no se observó mezcla alguna de materiales. En esta última zona pudo identificarse la evolución crono-estratigráfica de los restos cerámicos. La elevada fragmentación del conjunto cerámico y la ausencia de remontados sugiere que se trata de un contexto de descarte, donde se abandonaban recipientes rotos o inservibles, más que de hábitat.
La cerámica de la cueva del Niño se caracteriza en general por un alto grado de fragmentación y una elevada indefinición formal. Todos los fragmentos analizados fueron realizados a mano, y no hay evidencia del empleo del torno en su manufactura. El estudio petrográfico ha demostrado el empleo de desgrasantes de gran tamaño, fundamentalmente calcitas. En general, las superficies están regularizadas, principalmente mediante alisado y raspado. Los fragmentos decorados son escasos, destacando la decoración impresa, propia del Neolítico Inicial. Junto a estos, se documentaron también varios restos de cerámica campaniforme, que atestiguan la presencia humana en el yacimiento durante el Calcolítico.
La industria lítica asociada a estos niveles está formada mayoritariamente por láminas y laminillas de sílex, aunque en las trincheras 1 y 2 aparecieron también otros materiales propios del Paleolítico Medio. Entre los útiles, destacan varios núcleos de laminillas y microlitos geométricos, típicos del Neolítico. Fuera de contexto estratigráfico se recuperó una azuela pulimentada, que remite también a una cronología del Neolítico antiguo.
Los restos de fauna se encontraban muy mal conservados, lo que dificultó su estudio. La especie animal mejor representada era la cabra, aunque no fue posible determinar si se trataba de animales domésticos o salvajes. Los restos de conejo resultaron también muy abundantes, mientras que se recuperaron unos pocos restos de ciervo y de caballo, aunque en este último caso es posible que se trate de restos intrusivos más antiguos.
Se realizaron un total de cuatro dataciones para conocer la cronología de las ocupaciones neolíticas en la cavidad. Dos de estas dataciones, realizadas mediante el método de racemización de aminoácidos en unos restos procedentes de la trinchera 2, resultaron en unas fechas muy antiguas, de hasta 100.000 años antes del presente, lo que refuerza la idea de que en las trincheras 1 y 2 podría haber materiales antiguos mezclados con los restos neolíticos. No obstante, en 1973 se llevó a cabo una datación por Carbono-14 sobre un carbón de la trinchera 2 que dio una antigüedad de unos 6.000 años BC. Esta fecha es demasiado antigua para el Neolítico de la región, pero debe tenerse en cuenta que se realizó sobre carbón, y que por lo tanto podría estar afectada por un efecto de "madera vieja".  En 2010, se llevó a cabo otra datación por Carbono-14, esta vez sobre un resto de hueso procedente del sondeo TAL, que dio una fecha de unos 5.000 años BC. Ambas dataciones de Carbono-14 confirman que la ocupación de la cueva se produjo en el Neolítico antiguo.
Respecto a la función del yacimiento, los datos disponibles sugieren que la cueva del Niño pudo haber servido principalmente como un aprisco para ganado caprino, usada por comunidades asentadas en el llano para el pastoreo. No obstante, es probable que la caza siguiese siendo una actividad importante para los grupos asentados en la cueva, como demostraría al armamento de caza recuperado en la excavación. Desgraciadamente, por el momento no es posible conocer cómo habría sido la relación entre los primeros grupos neolíticos y las poblaciones mesolíticas asentadas en la región con anterioridad.

## Cómo llegar
Las visitas a la cueva se realizan a través de la Oficina de Turismo del Ayuntamiento de Aýna. No es posible realizar visitas por cuenta propia, puesto que la cueva está cerrada con una verja para evitar la destrucción de las pinturas y el yacimiento.